# بریجت کلی
بریجت کلی (به انگلیسی: Bridget Kelly) (زاده ۸ آوریل ۱۹۸۶) خواننده و ترانه‌سرا آمریکایی است.